# Ametlla (Montoliú de Cervera)
Ametlla (o también L'Ametlla de Segarra) es una de las poblaciones integradas en el municipio español de Montolíu de Cervera de la provincia de Lérida, perteneciente a la comarca de la Segarra, Cataluña.

## Geografía
La extensión del conjunto del término municipal de Montolíu de Cervera es de 29,37 km² y al hallarse en un extremo de esta última comarca, es limítrofe con las vecinas comarcas de Urgel y Cuenca de Barberá. Los cultivos más frecuentes son los cereales (el trigo y la cebada), pero todavía existen alguna viña —en particular una que produce vino ecológico identificado por el nombre antiguo de la comarca, Comalats—, así como almendros y olivos, junto a algunos bosques. Los vientos más frecuentes reciben aquí los nombres de serè, procedente del Oeste y de marinada, que llega desde el Sur. Una carretera local bien conservada comunica la carretera de Cervera a Rocafort de Queralt con el núcleo urbano de Ametlla situado sobre un promontorio de 704 m de altura en un territorio montañoso y arbolado.

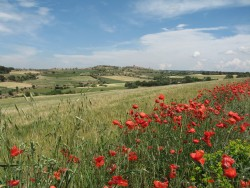
Paisaje con Ametlla al fondo

El antiguo término de Ametlla limitaba al norte con Montornés de Segarra y Montolíu de Cervera; al este, con Cabestany y Albió; al sur, con Vallfogona de Riucorb; y al oeste, con Guimerá.
Ametlla conserva una rica toponimia de sus lugares característicos con nombres como el Camí de Santa Coloma, els Clapers, el Camí de la Font, el Pla de n’Alòs, els Obacs, el Pla de Sant Pere, els Plans, les Solanes, entre muchos otros.
Destacan en Ametlla tres edificios: la torre cilíndrica del viejo castillo, la iglesia y Cal Perelló. La torre mide unos 13 m de altura, 2,50 m de diámetro interior, con unos muros de 2,85 m de grosor. Fue construida, probablemente, en el siglo XI. La iglesia es una muestra del románico rural de la Cataluña interior, sencillo y rústico, construida en el siglo XII. La casa solariega de los Perelló, finalmente, comprada por esta familia en 1530, es un caserón cuadrado, situado en la parte alta del pueblo, que cuenta con una gran sala noble, construida en 1635, de techo altísimo y vista privilegiada sobre la comarca de Urgel.

## Orígenes

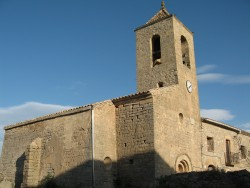
Iglesia de Ametlla

Un documento del año 1077 describe como el conde Ramón Berenguer I había hecho donación del castillo de Ametlla a Acard Miró, señor de Tarroja y a su esposa, y aquel año sus hijos confirmaron la mencionada donación con la condición de que el castillo se acabara de construir. Durante el siglo siguiente, el castillo de Ametlla continua en poder del linaje Tarroja, pero en el año 1215 pasa a ser posesión de Arnau de Concabella. En la fecha mencionada él y su esposa Albespina donan el castillo a la encomienda que la Orden del Hospital tenía en Cervera.
La Orden del Hospital promueve la llegada de nuevos pobladores a Ametlla y éste es el origen de algo más de veinte casas de la localidad. El resto se construirá, básicamente, durante la segunda mitad del siglo XIX. A lo largo de los siglos Ametlla ha tenido épocas de prosperidad y ha padecido también la pobreza derivada de las malas cosechas o de los impuestos excesivos de monarcas absolutos, y el sufrimiento del hambre y las enfermedades como la peste. La jurisdicción de la Orden del Hospital se mantiene en Ametlla como mínimo hasta finales de 1789, fecha en la que el comendador era Nicolau d’Armengol. La familia más importante durante los siglos XVII, XVIII, XIX y la primera mitad del XX fue la propietaria de Cal Perelló.
Aparece descrita en el segundo volumen del Diccionario geográfico-estadístico-histórico de España y sus posesiones de Ultramar de Pascual Madoz de la siguiente manera: 

AMETLLA de TARREGA: (asi llamado para distinguirle de otro pueblo del mismo nombre en el part. de Balaguer), l. con ayunt. de la prov. y adm. de rent. de Lérida (6 1/2 leg.), part. jud. de Cervera (2), aud. terr. y c. g. de Cataluña (Barcelona, 16), dióc. de Vich (24): sit. en el declive de uñ monte, circuido de otros, donde lo combaten principalmento los vientos del S., y goza de clima templado y saludable. Tiene 25 casas y 1 igl. parr. bajo la advocacion de San Pedro, de la cual son anejas las de Montornes y Mas de-Bondia, servida por un cura párroco, cuyo destino es de entrada y se provee por S. M. ó el diocesano, según los meses en que vaca, prévia oposicion en concurso general. Confina el term. por N. con el de Montornes (200 pasos), por E. con el de Albió (150), por S. con el do Cabestañy, y por O. con el de Mas de Bondia. El terreno en lo general áspero y montuoso es de inferior calidad; no tiene otras aguas que las de lluvia, las cuales recogidas en balsas sirven para el consumo doméstico de los vec. y abrevadero de sus ganados; abraza 250 jornales, de los que se cultivan 20 de mediana clase y 180 de tercera; siendo los 50 restantes de bosque arbolado que facilita alguna madera y el combustible necesario. Los caminos conducen á Monblanch, Cervera y Barrega, y se encuentran en mediano estado. Prod. mucho centeno, avena, cebada, pocas legumbres, vino y aceite con escasez, y la hortaliza bastante para el gasto de los hab.: cria únicamente ganado vacuno, con el cual se hacen las labores del campo. Pobl. 27 vec., 108 alm.: cap. imp. 27,786 rs.: el presupuesto municipal asciende á 365 rs., los cuales se cubren por reparto entre los vecinos.
(Madoz, 1845, p. 246)

## Pasado reciente

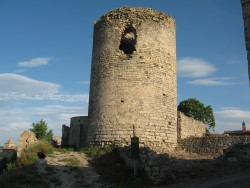
Torre del castillo

En el año 1927 había un maestro en Ametlla que se llamaba Pere Cardona Cardona, de unos cuarenta años de edad, con un sueldo anual de 2250 pesetas. En aquel año nació en Cal Cua de Ametlla —construida a partir de 1889— Magín Pont. Educado en Barcelona, abogado y profesor universitario, el 31 de julio de 1971 adquiriría, junto con su esposa Gloria Clemente, de Felipe de Álvarez-Cuevas y Aliaga, el último Perelló, la casa solariega y todas las fincas de la vieja heredad que la familia tenía todavía.
En el año 1936 cinco hijos de Ametlla nacidos en el año 1915 fueron alistados: Josep Llobet Minguella, Josep Mestres Vidal, Jaume Pont Rosich, Josep Roig Salvadó i Isidre Salvadó Esquè. La guerra civil entre 1936 y 1939 se vive, a la escala reducida de un pueblo como Ametlla, como la tragedia que fue, con familias divididas y antiguas enemistades transfiguradas por el contexto general del conflicto.
Poco antes del mes de abril de 1963 cayó parte de la pared de la balsa comunal de Ametlla. En la actualidad, en este lugar existe la llamada plaça de la bassa, espacio en el que, durante el segundo fin de semana de septiembre, tienen lugar las actividades de la fiesta mayor. En el año 1967 empiezan en Ametlla las obras de abastecimiento de agua potable. A finales de 1968, el Ministerio de Información y Turismo instala un teleclub en la casa comunal de Ametlla. El teléfono llega en el año 1974, instalándose en Cal Bep, dedicándose esta familia a administrar la única línea disponible como un servicio para todo el pueblo.
El 13 de mayo de 1978 Ramon Parellada Balagueró es nombrado alcalde pedáneo de Ametlla en sustitución de Ramon Pont Mestres, que renunció por motivos de trabajo. En las elecciones municipales de 1991, el heredero de este antiguo alcalde pedáneo, Ramon Pont Guim, vecino de Ametlla, fue elegido concejal del municipio de Montoliu, y en el año 2003 lo fue su hermano Jordi Pont Guim. La gestión de estos hijos de Cal Mariner, permitió, entre otras cosas, recuperar para el pueblo la propiedad de la torre del Castillo de Ametlla, así como la rehabilitación completa de la Casa de la Vila, destinada a centro cívico y a lugar donde el médico recibe a sus pacientes.

## Actualidad
La fuerte emigración que se padeció en Ametlla ha tenido un resultado contradictorio: por un lado, se pueden contar con los dedos de una mano las casas abiertas todo el año, pero, por otro, los hijos y nietos de los antiguos ciudadanos han recuperado las casas, las han rehabilitado con esmero y las han transformado en segundas residencias. Cal Perelló es una casa rural abierta al turismo y Ametlla comienza el siglo XXI con una fuerza y un vigor que no se podían prever medio siglo atrás.